# Andrej Mrkela
Andrej Mrkela (Андреј Мркела; sinh ngày 9 tháng 4 năm 1992 ở Enschede, Hà Lan) là một cầu thủ bóng đá Serbia, thi đấu cho Bežanija.
Anh là con trai của cựu cầu thủ bóng đá Mitar Mrkela và nghệ sĩ và chính trị gia Lidija Vukićević. Anh sinh ra ở Enschede, Hà Lan, nơi bố anh từng đá cho FC Twente lúc đó.
Andrej ký một bản hợp đồng mượn 1 năm (với điều khoản mua đứt) với gã khổng lồ Süper Lig Eskişehirspor ngày 26 tháng 12 năm 2012. Anh vào câu lạc bộ cùng với Goran Čaušić cùng ngày.